# Gerhard Woeginger

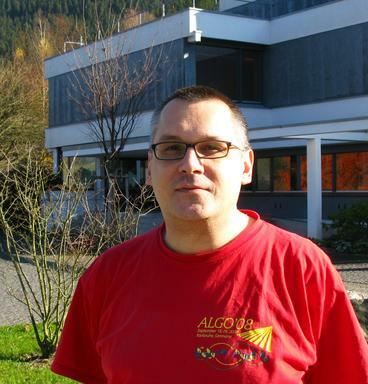
Gerhard Woeginger (2011)

Gerhard J. Woeginger (* 31. Mai 1964 in Graz; † 1. April 2022) war ein österreichischer Informatiker. Ab 2016 hatte er eine Professur am Lehrstuhl für Algorithmen und Komplexität der RWTH Aachen inne.

## Leben und Wirken
Woeginger studierte an der Technischen Universität Graz Technische Mathematik mit dem Diplom 1987 und der Promotion bei Franz Rendl 1991. Er blieb danach an der TU Graz und habilitierte sich 1995 in Grundlagen der Informatik und Diskreter Mathematik. Nach der Habilitation ging Woeginger 1995 ein Jahr als Post-Doktorand an die TU Eindhoven. Im Jahr 2001 übernahm er als ordentlicher Professor den Lehrstuhl für Diskrete Mathematik und mathematische Programmierung an der Universität Twente und ab 2004 den Lehrstuhl für kombinatorische Optimierung an der TU Eindhoven.  2016 folgte er einem Ruf an die RWTH Aachen, wo er die Abteilung Algorithmen und Komplexität leitete.
Woeginger forschte über Approximationsalgorithmen, Scheduling, Kombinatorische Optimierung, Online-Algorithmen, parametrisierte Komplexität, Graphentheorie, Operations Research und Sozialwahltheorie. Er leitete unter anderem 1997 das Programm für das 5. European Symposium on Algorithms in Graz und 2009 die 23. European Conference on Operational Research in Bonn.
1996 war Woeginger einer der ersten Preisträger des österreichischen Start-Preises. 2011 erhielt er einen Humboldt-Forschungspreis. Seit 2014 war er Mitglied der Academia Europaea.
Woeginger starb am 1. April 2022 nach mehrmonatiger Krebserkrankung.

## Schriften (Auswahl)
- mit Amos Fiat (Herausgeber): Online Algorithms: the state of the art. Springer, Lecturenotes in computer science 1442, 1998.
  - darin von Woeginger mit J. Csirik: On-line packing and covering problems. S. 147–177.
- Exact Algorithms for NP-Hard Problems: A Survey. In: Combinatorial optimization – Eureka, you shrink!  Springer 2003, S. 185–207.
- mit P. Crescenzi, V. Kann, M. M. Halldórsson, M. Karpinski: A compendium of NP optimization problems. 2000.
- mit B. Chen, C. N. Potts: A review of machine scheduling: Complexity, algorithms and approximability. In: Handbook of Combinatorial Optimization. Band 3, 1998, S. 21–169.
- mit R. E. Burkard u. a.: Well-solvable special cases of the traveling salesman problem: a survey. SIAM Review, Band 40, 1998, S. 496–546.